# Sakura Saku Machi Monogatari
Sakura Saku Machi Monogatari (桜咲く街物語 "La historia de la ciudad donde florecen las flores de cerezo") es el primer álbum de Ikimono Gakari como major, lanzado el 7 de marzo de 2007.
Está compuesto de 14 temas de los cuales 6 fueron lanzados como sencillos antes de la salida del álbum al mercado.
A pesar de haber sido el primer álbum de la banda consiguió bastante aceptación, llegando al #4 en el ranking japonés Oricon y vendiendo más de 260 000 copias, nada despreciable para un álbum debut.
En este álbum sellan su estilo musical, con unos ritmos más alegres y rápidos que los que se podían observar en su época como Indies.
Sus ventas lo convirtieron en el álbum #78 del Top 100 Oricon del año 2007.

## Lista de pistas
1. Sakura – 5:53 "Flor de cerezo"
2. Kira★Kira★Train – 5:27
3. Hanabi – 4:26 "Fuegos artificiales"
4. Kimi to Aruita Kisetsu (君と歩いた季節) – 4:03 "La época en la que camine contigo"
5. Koisuru Otome (コイスルオトメ) – 5:15 "Una chica enamorada"
6. Ryūsei Miracle (流星ミラクル) – 4:08 "Milagro de una estrella fugaz"
7. Seishun no Tobira (青春のとびら) – 2:57 "Puerta de la juventud"
8. Hi Nageshi (ひなげし) – 3:01 "Amapola"
9. Hot Milk (ホットミルク) – 4:59
10. Iroha ni Ho He To (いろはにほへと) – 2:30
11. Uruwashiki Hito (うるわしきひと) – 4:30 "Una persona adorable"
12. Natsu・Koi (夏・コイ) – 5:58 "Amor de verano"
13. Tayumu Koto Naki Nagare no Naka de (タユムコトナキナガレノナカデ) – 6:22 "Relajándome en una corriente incesante"
14. Sakura: acoustic version – 4:25

## Regrabaciones
Ikimono Gakari acostumbra a rescatar y regrabar temas que compusieron para sus anteriores álbumes Indies para incorporarlos con un sonido más limpio en sus álbumes como major.
En Sakura Saku Machi Monogatari se pueden encontrar Koisuru Otome de Jinsei Sugoroku Dabe (2005) y Natsu・Koi de Makoto ni Senetsu Nagara First Album wo Koshiraemashita... (2003).
- Datos: Q2560916